# Farid Ghazi
Farid Ghazi (ar. فريد غازي, ur. 16 marca 1974 w Guelmie) – algierski piłkarz grający na pozycji napastnika. W reprezentacji Algierii rozegrał 22 mecze i strzelił 5 goli.

## Kariera klubowa
Karierę piłkarską Ghazi rozpoczął w klubie ES Guelma. W 1994 roku zadebiutował w nim w drugiej lidze algierskiej. W 1995 roku odszedł do pierwszoligowego US Chaouia. W 1996 roku wrócił do ES Guelma, a w 1997 roku został zawodnikiem JS Kabylie, w którym grał przez 2 lata.
W 1999 roku Ghazi trafił do francuskiego Troyes AC. Grał w nim w rozgrywkach Ligue 1 debiutując w nich 31 lipca 1999 w przegranym 0:1 wyjazdowym meczu z Paris Saint-Germain. W sezonie 2001/2002 był wypożyczony do zespołu Baniyas SC ze Zjednoczonych Emiratów Arabskich.
W 2003 roku Ghazi wrócił do JS Kabylie, a następnie odszedł do tunezyjskiego Olympique Béja. W 2005 roku ponownie grał w ES Guelma, a w 2006 trafił do Finlandii, do HJK Helsinki. W 2006 roku wywalczył z nim wicemistrzostwo Finlandii oraz Puchar Finlandii. W 2007 roku wrócił do Algierii i do końca swojej kariery (2009) grał w JSM Bejaïa.
| Sezon   | Klub           | Kraj                         | Rozgrywki              | Mecze | Bramki |
| ------- | -------------- | ---------------------------- | ---------------------- | ----- | ------ |
| 1994/95 | ES Guelma      | Algieria                     | II. liga               | ?     | ?      |
| 1995/96 | US Chaouia     | Algieria                     | Championnat National   | ?     | ?      |
| 1996/97 | ES Guelma      | Algieria                     | II. liga               | ?     | ?      |
| 1997/98 | JS Kabylie     | Algieria                     | Championnat National   | ?     | ?      |
| 1998/99 | JS Kabylie     | Algieria                     | Championnat National   | 24    | 19     |
| 1999/00 | Troyes AC      | Francja                      | Ligue 1                | 20    | 5      |
| 2000/01 | Troyes AC      | Francja                      | Ligue 1                | 14    | 2      |
| 2001/02 | Troyes AC      | Francja                      | Ligue 1                | 4     | 1      |
| 2001/02 | Baniyas SC     | Zjednoczone Emiraty Arabskie | UAE Football League    | 4     | 1      |
| 2002/03 | Troyes AC      | Francja                      | Ligue 1                | 3     | 0      |
| 2002/03 | JS Kabylie     | Algieria                     | Championnat National   | 13    | 6      |
| 2004/05 | Olympique Béja | Tunezja                      | Championnat de Tunisie | ?     | ?      |
| 2005/06 | ES Guelma      | Algieria                     | III. liga              | ?     | ?      |
| 2006    | HJK Helsinki   | Finlandia                    | Veikkausliiga          | 22    | 12     |
| 2007    | HJK Helsinki   | Finlandia                    | Veikkausliiga          | 7     | 2      |
| 2007/08 | JSM Bejaïa     | Algieria                     | Championnat National   | 22    | 7      |
| 2008/09 | JSM Bejaïa     | Algieria                     | Championnat National   | 18    | 3      |

## Kariera reprezentacyjna
W reprezentacji Algierii zadebiutował 28 lutego 1999 roku w zremisowanym 1:1 meczu Pucharu Narodów Afryki 2000 z Liberią. W swojej karierze dwukrotnie bywał powoływany do kadry Algierii na Puchar Narodów Afryki. W 2000 roku zaliczył swój pierwszy turniej o Puchar Narodów Afryki. Zagrał na nim 4 razy: Demokratyczną Republiką Konga (0:0), z Gabonem (3:1 i gol), z Republiką Południowej Afryki (1:1) oraz ćwierćfinale z Kamerunem (1:2). W 2002 roku został powołany do kadry Algierii na Puchar Narodów Afryki 2002. Na tym turnieju rozegrał 2 mecze: z Nigerią (0:1) i z Liberią (2:2). W kadrze narodowej od 1999 do 2002 roku rozegrał 22 mecze, w których strzelił 5 goli.